# Grace Roosevelt
Pour les articles homonymes, voir Roosevelt.
Ne pas confondre avec Ellen Roosevelt, sa sœur cadette également joueuse de tennis.
Grace Walton Roosevelt, épouse Appleton Clark (3 juin 1867, Hyde Park, New York – 29 novembre 1945, idem), est une joueuse de tennis américaine de la fin du XIXe siècle.
Droitière, elle a remporté l'US Women's National Championship en 1890 avec sa sœur cadette Ellen.
Elle est une cousine germaine de Franklin Delano Roosevelt, 32e président des États-Unis d'Amérique.

## Palmarès (partiel)

### Titre en double dames
| No | Date       | Nom et lieu du tournoi                 | Catégorie | Surface      | Partenaire      | Finalistes                         | Score    |          |
| -- | ---------- | -------------------------------------- | --------- | ------------ | --------------- | ---------------------------------- | -------- | -------- |
| 1  | 10/06/1890 | US National Championships Philadelphie | G. Chelem | Gazon (ext.) | Ellen Roosevelt | Margarette Ballard Bertha Townsend | 6-1, 6-2 | Parcours |

### Finale en double dames
| No | Date       | Nom et lieu du tournoi                 | Catégorie | Surface      | Vainqueures                      | Partenaire      | Score         |          |
| -- | ---------- | -------------------------------------- | --------- | ------------ | -------------------------------- | --------------- | ------------- | -------- |
| 1  | 23/06/1891 | US National Championships Philadelphie | G. Chelem | Gazon (ext.) | Mabel Cahill Emma Leavitt-Morgan | Ellen Roosevelt | 2-6, 8-6, 6-4 | Parcours |

### Titre en double mixte
| No | Date       | Nom et lieu du tournoi                 | Catégorie | Surface      | Partenaire | Finalistes                | Score              |          |
| -- | ---------- | -------------------------------------- | --------- | ------------ | ---------- | ------------------------- | ------------------ | -------- |
| 1  | 11/06/1889 | US National Championships Philadelphie | G. Chelem | Gazon (ext.) | A. Wright  | Bertha Townsend C. T. Lee | 6-1, 6-3, 3-6, 6-3 | Parcours |

### Finale en double mixte
| No | Date       | Nom et lieu du tournoi                 | Catégorie | Surface      | Vainqueures            | Partenaire | Score         |          |
| -- | ---------- | -------------------------------------- | --------- | ------------ | ---------------------- | ---------- | ------------- | -------- |
| 1  | 23/06/1891 | US National Championships Philadelphie | G. Chelem | Gazon (ext.) | Mabel Cahill M. Wright | C. T. Lee  | 6-4, 6-0, 7-5 | Parcours |

## Parcours en Grand Chelem (partiel)
Si l’expression « Grand Chelem » désigne classiquement les quatre tournois les plus importants de l’histoire du tennis, elle n'est utilisée pour la première fois qu'en 1933, et n'acquiert la plénitude de son sens que peu à peu à partir des années 1950.

### En simple dames
| Année | - | - | - | - | Wimbledon | Wimbledon | US National        | US National   |
| 1888  | - | - | - | - | -         | -         | 1er tour (1/8)     | Marian Wright |
| 1889  | - | - | - | - | -         | -         | 1/2 finale         | Lida Voorhees |
| 1891  | - | - | - | - | -         | -         | All comer's finale | Mabel Cahill  |

À droite du résultat, l’ultime adversaire.

### En double dames
| Année | - | - | - | - | Wimbledon | Wimbledon | US National           | US National               |
| 1890  | - | - | - | - | -         | -         | Victoire E. Roosevelt | M. Ballard B. Townsend    |
| 1891  | - | - | - | - | -         | -         | Finale E. Roosevelt   | Mabel Cahill Emma Leavitt |

Sous le résultat, la partenaire ; à droite, l’ultime équipe adverse.

### En double mixte
| Année | - | - | - | - | Wimbledon | Wimbledon | US National        | US National            |
| 1889  | - | - | - | - | -         | -         | Victoire A. Wright | B. Townsend C. T. Lee  |
| 1891  | - | - | - | - | -         | -         | Finale C. T. Lee   | Mabel Cahill M. Wright |

Sous le résultat, le partenaire ; à droite, l’ultime équipe adverse.